# Podgorje, Kamnik
Podgorje je vas v neposredni bližini mesta Kamnik. Razteza se 3 km daleč, od Križa do Kamnika.

## Zgodovina
Prvič se omenja leta 1305, ko je Viljem Mekinjski prodal samostanu kmetijo s kmetom Gregorjem v vasi Podgorje. V naslednjih letih se Podgorje omenja še nekajkrat, ko so posamezniki prodajali kmetije. Tako kmetije Podgorja niso spadale pod enega gospodarja. Lastniki kmetij so bili gospodarji gradu Strmol, dominikanski samostan Adergas in samostan Mekinje. Mengeška podružnična kapela sv. Nikolaja v Podgorju se prvič omenja leta 1391, ko je mengeški župnik umestil nekega Nikolaja. Prvotno cerkev zidano v gotskem slogu so kasneje podrli in sezidali sedanjo v baročnem slogu. Cerkev v Podgorju je bila v 16. stoletju pribežališče protestantov, ki v mestu niso smeli opravljati bogoslužja. Leta 1423 se tu omenja tudi neki dvor z zidano kletjo.
Leta 1770 so v naših deželah oštevilčili hiše in s tem ustvarili upravno-statistična naselja ali kraje, kakor jih imamo še danes. Podgorje je v začetku spadalo pod Križ vendar že v zadnji četrtini 18. stoletja ne več. Prve moderne občine je na Slovenskem uvedla francoska doba Ilirskih provinc (1809 –1813). Na današnjem ozemlju kamniške občine je bilo v celoti ali deloma pet francoskih občin, med katerimi je bila največja kamniška. Podgorje ni spadalo pod kamniško občino, kot je prej od leta 1780 do 1811, ampak je ponovno spadalo pod drugo takrat največjo občino, to je bila občina Križ z 2726 prebivalci. Od leta 1849 pa vse do danes spada Podgorje pod kamniško občino.
Leta 1850 že po porazu revolucije, vendar še vedno v njenem vzdušju so potekale prve občinske volitve. Volitve na današnjem kamniškem ozemlju niso potekale gladko. Kmetje so bili razburjeni, ker je bilo za odpravo fevdalnega sistema treba plačati odškodnino. Viri navajajo, da je bil največji odpor ravno v Podgorju in tudi Križu ter Mostah. V tem času je bilo Podgorje sploh največja vas na kamniškem območju, saj je leta 1817 že štelo 88 hiš in 407 prebivalcev, 1830 pa je imelo 86 hiš in 449 prebivalcev. V tem obdobju je imelo tudi največ konj in volov. Leta 1866 so v Kamniku ustanovili čitalnico, v kateri so sodelovali tudi prebivalci Podgorja. Med njimi je bil tudi pisatelj Josip Ogrinec, ki je po letu 1870 v kamniški čitalnici večkrat predaval o domači zgodovini. Leta 1938 je bilo v Podgorju ustanovljeno prosvetno društvo, ki je s predstavitvijo Podgorske ohceti leta 1963 v Kamniku postavilo temelje sedanjim tradicionalnim dnevom narodnih noš v Kamniku. Novembra 1940 je bil v Bergantovi hiši v Podgorju ustanovljen okrožni komite KPS Kamnik.
Po drugi svetovni vojni so bile na tem ozemlju ustanovljene nove občine, Podgorje je ostalo pod Kamnikom. V Podgorju je od 1955 deloval krajevni odbor, ki se je 1964 preimenoval v krajevno skupnost. Leta 1971 je v Podgorju prebivalo 611 ljudi, 1978 pa že 689 ljudi. V letu 2004 je Podgorje štelo že 929 prebivalcev, je ena najdaljših vasi v Sloveniji, ki je dala Slovencem mnogo pomembnih ljudi, kot so: Felicita Kalinšek, avtorica prve slovenske kuharice, z naslovom Velika slovenska kuharica; Luka Svetec, pisatelj, politik in notar; Josip Ogrinec, pisatelj, prevajalec, šahovski publicist; prof. dr. Blaž Svetelj, podgorski sooblikovalec in učitelj slovenske stenografije ter geografije in še mnogi drugi.